# 楼雲
楼 雲（ろう うん、Lou Yun、1964年6月23日 - ）は、中華人民共和国の男子体操競技選手。

## プロフィール
- 李寧、童非、許志強らとともに、1980年代の中国男子体操の屋台骨を支えた一人である。特に跳躍系種目（ゆか運動、跳馬）では抜群の強さを発揮し、中でも、1988年ソウルオリンピック種目別跳馬で金メダルを獲得、オリンピック二連覇を同種目で達成し、同オリンピックで全種目完全制覇を目論んだソビエト連邦の野望を打ち砕いた。

## 主な戦績
- 1984年ロサンゼルスオリンピックでは種目別跳馬で金メダル、床運動で銀メダルを獲得する。
- 1985年モントリオール世界体操選手権の種目別跳馬で銀メダルを獲得する。
- 1987年ロッテルダム世界体操選手権で個人総合7位、種目別床運動、跳馬で優勝する。
- 1988年ソウルオリンピックでは種目別跳馬で金メダル、床運動でも銅メダルを獲得する。